# Skybox

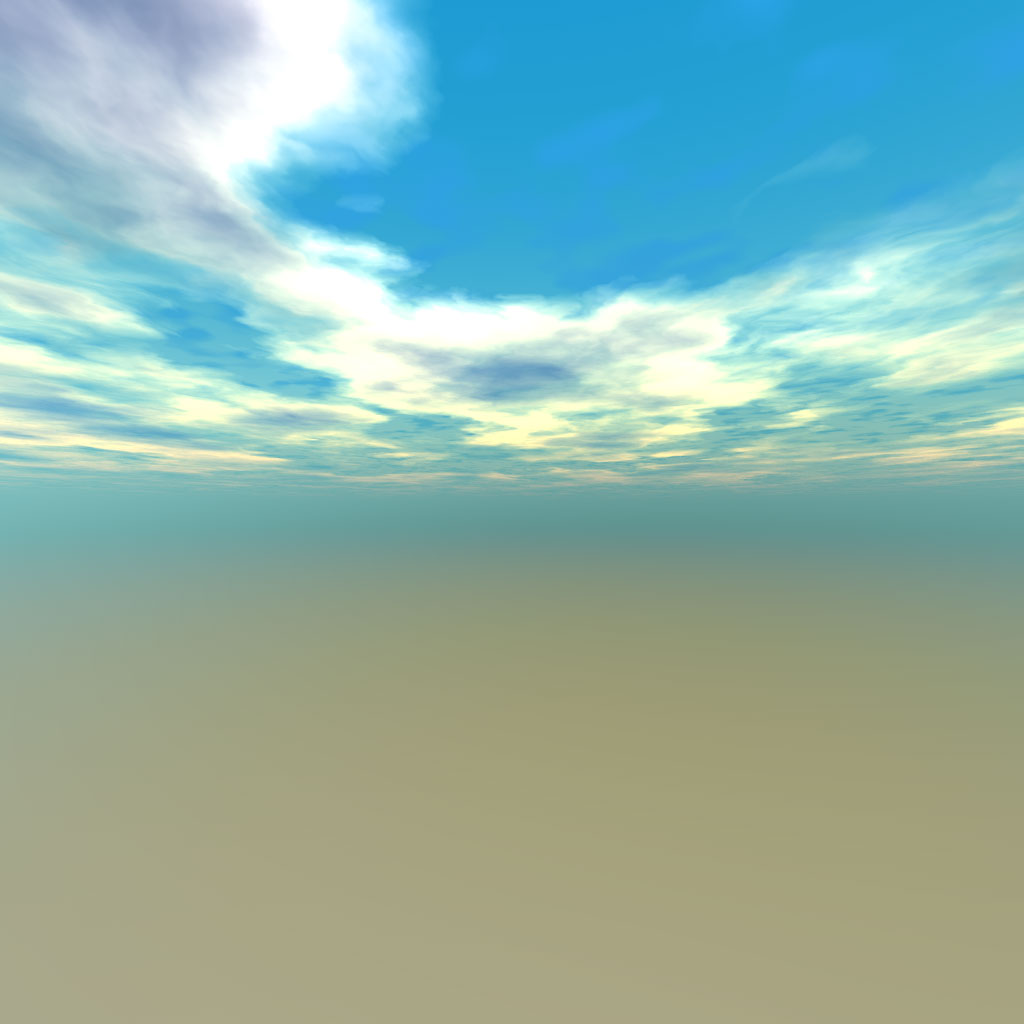
Beispiel für eine Skybox-Textur

Eine Skybox dient im Game-Design dazu, eine Karte größer erscheinen zu lassen als sie wirklich ist. Typischerweise wird der Himmel auf der Innenseite eines Würfels, der das Level umgibt, zusammen mit unerreichbaren Landschaften und Bergen oder Gebäuden in der Ferne abgebildet. In der Source-Engine wird die Skybox auf den Blickpunkt des Spielers fokussiert. Sie bewegt sich nicht und verändert auch nicht die Perspektive, während der Spieler sich bewegt. Dies erzeugt die Illusion von Distanz. Als Ergänzung kann auch eine 3D-Skybox angefertigt werden. Sie besteht aus dreidimensionalen Modellen im kleineren Maßstab, die Bewegungsparallaxe zeigen.